# Natsuiro kiseki
Natsuiro kiseki (夏色キセキ?) è una serie televisiva anime prodotta dallo studio Sunrise e diretta da Seiji Mizushima. La serie è iniziata il 6 aprile 2012 sulla rete MBS. Un adattamento manga illustrato da Tatsuhiko è iniziato ad essere serializzato sulla rivista Young Gangan della Square Enix's nel gennaio 2012.

## Trama
Presso un tempio shintoista, c'è una grossa roccia, intorno alla quale esiste una leggenda. Si dice infatti che se quattro amici si riuniscono intorno alla roccia e tutti e quattro esprimono lo stesso desiderio, esso diventerà realtà. Quattro amiche, Natsumi, Saki, Yuka e Rinko, decidono di riunirsi intorno alla roccia, così come facevano quando erano bambine, e scoprono che quella roccia è davvero in grado di esaudire i desideri.

## Personaggi

I personaggi nell'anime

### Protagonisti
Natsumi Aizawa (逢沢 夏海?, Aizawa Natsumi)
Doppiata da Minako Kotobuki
Membro del team scolastico di tennis, è dotata di un carattere amichevole ma spesso piuttosto testardo. È colei che maggiormente sembra risentire del fatto che Saki, la sua migliore amica e vicina di casa, partirà alla fine dell'estate.
Saki Mizukoshi (水越 紗季?, Mizukoshi Saki)
Doppiata da Ayahi Takagaki
Studentessa trasferita e compagna di club di Natsumi al club di tennis. Non tende a credere alle cose sovrannaturali ed è generalmente piuttosto cinica. Sogna di diventare una campionessa di tennis. È la figlia di un noto dottore, che però sarà trasferito in un altro paese alla fine dell'estate. Per tale ragione, Saki trascorrerà l'ultima estate con le sue amiche prima di trasferirsi con la famiglia.
Yuka Hanaki (花木 優香?, Hanaki Yuka)
Doppiata da Haruka Tomatsu
Una ragazza iperattiva ed un po' infantile che adora il gruppo di idol Shiki. È piena di iniziative ed è spesso colei che trascina le altre in viaggi o concorsi canori. È molto legata ad una promessa fatta durante l'infanzia insieme alle altre amiche di diventare un giorno un gruppo di idol.
Rinko Tamaki (環 凛子?, Tamaki Rinko)
Doppiata da Aki Toyosaki
Una ragazza tranquilla e semplice, che lavora come sacerdotessa presso il santuario shintoista dove si trova la famosa roccia. Nonostante sembri piuttosto seriosa, Rinko si lascia volentieri trascinare nelle imprese folli di Yuka, che è di fatto la sua migliore amica e con la quale condivide la passione per il gruppo delle Shiki.

### Personaggi secondari
Suzuka Aizawa (逢沢涼夏?, Aizawa Suzuka)
Doppiata da Miyuki Sawashiro
La madre di Natsumi.
Daiki Aizawa (逢沢大樹?, Aizawa Daiki)
Doppiato da Kei Shindo
Fratello minore di Natsumi.
Yuusuke (祐介?)
Doppiato da MAKO
Uno degli amici di Daiki. Ha visto Natsumi e le sue amiche volare nel cielo, e crede siano delle streghe.
Keita (啓太?)
Doppiato da Mikako Komatsu
Uno degli amici di Daiki.

## Media

### Manga
Un adattamento manga basato sull'anime è serializzato sulla rivista Young Gangan Square Enix a partire dal 20 gennaio 2012. Il manga è illustrato da Tatsuhiko. Il primo volume tankōbon sarà pubblicato il 25 maggio 2012.

### Anime
La serie televisiva anime di Natsuiro kiseki è prodotta dallo studio Sunrise e diretta da Seiji Mizushima. La colonna sonora della serie è curata da Nijine e Masumi Itō. Le trasmissioni della serie sono iniziate il 6 aprile 2012 su MBS.

#### Episodi
| Nº | Giapponese 「Kanji」 - Rōmaji - Traduzione letterale                                                                        | In onda                               | In onda |
| Nº | Giapponese 「Kanji」 - Rōmaji - Traduzione letterale                                                                        | Giapponese                            |         |
| 01 | 「11回目のナツヤスミ」 - Jū-ichi-kaime no Natsu Yasumi – "Our 11th Summer Vacation"                                         | 31 marzo 2012 (preview) 6 aprile 2012 |         |
| 02 | 「ココロかさねて」 - Kokoro Kasanete – "A Heart's Value"                                                                    | 13 aprile 2012                        |         |
| 03 | 「下田ではトキドキ少女は空をとぶ」 - Shimoda de wa Tokidoki Shōjo wa Sora o Tobu – "Sometimes Girls Fly in Shimoda"         | 20 aprile 2012                        |         |
| 04 | 「ユカまっしぐら」 - Yuka Masshigura – "Yuka At Full Tilt"                                                                  | 27 aprile 2012                        |         |
| 05 | 「夏風邪とクジラ」 - Natsukaze to Kujira – "Summer Colds and Whales"                                                        | 4 maggio 2012                         |         |
| 06 | 「夏海のダブルス」 - Natsumi no Daburusu – "Natsumi's Doubles"                                                              | 11 maggio 2012                        |         |
| 07 | 「雨にオネガイ」 - Ame ni Onegai – "A Wish on the Rain"                                                                     | 18 maggio 2012                        |         |
| 08 | 「ゆううつフォートリップス」 - Yūutsu Fō Torippusu – "Melancholy For Trips"                                                 | 25 maggio 2012                        |         |
| 09 | 「旅のソラのさきのさき」 - Tabi no Sora no Saki no Saki – "Saki on the Tip of the Sky of the Journey"                       | 1º giugno 2012                        |         |
| 10 | 「たいふうゆうれい、今日のオモイデ」 - Taifu Yūrei, Kyō no Omoide – "Typhoon Ghosts, Today's Memories"                      | 8 giugno 2012                         |         |
| 11 | 「当たって砕けろ！東京シンデレラツアー」 - Atatte Kudakero! Tōkyō Shinderera Tsuā – "Give it a Shot! Tokyo Cinderella Tour" | 22 giugno 2012                        |         |
| 12 | 「終わらないナツヤスミ」 - Owaranai Natsu Yasumi – "Endless Summer Vacation"                                                | 29 giugno 2012                        |         |

#### Colonna sonora
Sigla di apertura
- Non stop road cantata da Sphere

Sigla di chiusura
- Ashita e no Kaerimichi (明日への帰り道?) cantata da Sphere

Insert Song
- Yasashisa ni Tsutsumareru You ni (優しさに包まれるように?) cantata da Sphere (ep 1)
- Yumeiro Graffiti (夢色グラフティ?) cantata da Sphere (ep 2)
- Hatsu Omoi Day (初想い?) cantata da Sphere (ep 4)
- Sora Tobu Kujira (空飛ぶクジラ?) cantata da Sphere (ep 5)
- Natsu Yasumi (夏休み?) cantata da Sphere (ep 8)
- Natsu wo Koete Kimi to (夏を越えてキミと?) cantata da Sphere (ep 9)
- Natsu Yasumi wa Owaranai (夏休みは終わらない?) cantata da Sphere (eps 11-12)